# Марио Пициоло
Марио Пициоло (Пескара, 7. децембар 1909 — Фиренца, 30. април 1990) био је италијански фудбалер и тренер, који је играо као централни или дефанзивни везни играч.

## Клупска каријера
Пициоло је рођен у Пескари. Клупску каријеру започео је у омладинским тимовима Ливорна и Тернане, а касније је играо за сениорску екипу Пистојезе (1925–1929), пре него што се придружио сениорској екипи Фјорентине, где је играо између 1929. и 1936. године у197 мечева и постигао три гола.

## Репрезентација
Пициоло је одиграо дванаест мечева за Италију између 1933. и 1934. године, постигавши један гол. Био је део екипе која је 1934. године освојила светски куп на домаћем терену, у којој је одиграо једну утакмицу, прву утакмицу четвртфинала против Шпаније, у којој је грубо повређен (сломљена му је нога) у нерешеном резултату 1–1 након продужетака. Никада више није одиграо ни један меч за Италију Како Пициоло није могао да одигра ниједну другу утакмицу или финални меч за Италију, за свој наступ није добио медаљу до 1988. године, две године пре него што је умро, у Фиренци, у 80. години.